# Phil Cayzer
Philip Arthur "Phil" Cayzer (ur. 13 maja 1922 w Sydney, zm. 15 lipca 2015 tamże) – australijski wioślarz, brązowy medalista olimpijski.
Wystąpił na igrzyskach olimpijskich w Helsinkach w 1952 roku, gdzie Australijczycy w składzie: Bob Tinning, Ernest Chapman, Nimrod Greenwood, Mervyn Finlay, Edward Pain, Phil Cayzer, Tom Chessell, Dave Anderson i Geoff Willamson (sternik) zdobyli brązowy medal w ósemkach. W finale o 7,2 sekundy przegrali z osadą USA, a o 1,9 sekundy szybsza była osada ZSRR. Był to jego jedyny start olimpijski.
W tej samej konkurencji zdobył złoty medal na igrzyskach Imperium Brytyjskiego w Auckland w 1950.
Po zakończeniu kariery był przedsiębiorcą i trenerem. Prowadził między innymi australijską czwórkę ze sternikiem na igrzyskach olimpijskich w Tokio (1964). Następnie pracował w Sydney Rowing Club i Mercantile Rowing Club. W 1992 został odznaczony Orderem Australii za zasługi dla sportu.